# Bertolonia acuminata
Bertolonia acuminata är en tvåhjärtbladig växtart som beskrevs av George Gardner. Bertolonia acuminata ingår i släktet Bertolonia och familjen Melastomataceae. Inga underarter finns listade i Catalogue of Life.